# Bitwa pod Dęborzynem
Bitwa pod Dęborzynem – bitwa stoczona 15 maja 1770 roku w czasie konfederacji barskiej w rejonie wsi Dęborzyn pod Pilznem.
Bitwa miała miejsce w czasie wypadu w kierunku Tarnowa, jaki przeprowadził Kazimierz Pułaski na czele oddziału jazdy liczącego 1200 ludzi. Konfederacji zajęli pozycje pod Dęborzynem, na wzgórzu, do którego droga prowadziła przez jar. Do starcia doszło z inicjatywy Pułaskiego, bez uzgodnień z kierownictwem Konfederacji. W czasie bitwy z wojskami rosyjskimi poległo 200 konfederatów barskich. Porażka ujemnie wpłynęła na Kazimierza Pułaskiego, czemu dał wyraz w raporcie. W odpowiedzi dowództwo stwierdziło, że porażka nie umniejsza (...) bynajmniej szacunku, męstwa i waleczności JWPana. 